# 도날드의 골프 게임
도날드의 골프 게임(Donald's Golf Game)은 미국에서 제작된 잭 킹 감독의 1938년 애니메이션 영화이다. 클로렌스 내쉬 등이 주연으로 출연하였고 월트 디즈니 등이 제작에 참여하였다. 알려진 다른 제목은 미키의 폭소 대소동(출시명)이다.

## 출연

### 주연
- 클로렌스 내쉬